# みならい妖精モモ
『みならい妖精モモ』（みならいようせいモモ）は早川真知子作の児童文学。フォア文庫から刊行されている。絵はあんびるやすこが担当した。

## あらすじ
モモのひいおばあちゃんはかつて妖精を助けたことがあり、そのお礼に妖精からレモン色の石をもらった。その石はひいおばあちゃんからおばあちゃん、おばあちゃんからお母さんへと受け継がれ、そして去年のクリスマスにモモがお母さんからもらうことになった。そのレモン色の石には、妖精の世界へ行くことができる不思議な力があった。妖精の世界でモモはいろいろな経験を積み、見習い妖精として認められていく。

## 登場人物
モモ
人間の8歳の女の子。ひいおばあちゃんから受け継いだレモン色の石を持ち、妖精界と人間界を行き来する。妖精たちにみとめられて、見習い妖精として活躍する。妖精界での羽と服の色はうすいピンク。
ヤエ
モモのひいおばあちゃん。昔、妖精のサフランおばさんが人間界に迷い込んだときに、サフランおばさんを助けた。普通の人間には聞こえない妖精の声を聞くことのできた、キレイな心の持ち主。
ウスアオイ
妖精界で一番初めにモモの友達になった女の子。羽と服の色は青。背丈はモモと同じくらい。フェアリー森に住む。やさしくて明るいのでみんなから好かれている。
サフランおばさん
妖精のおばさん。昔、人間界に迷い込んだときにモモのひいおばあちゃんのヤエが助けた。服と羽はスミレ色。フェアリー森で一番料理が上手。強い魔法の力を持つ。
グレイ
妖精の男の子。服と羽は灰色。頬はバラ色。人間で言えば5歳くらいの背丈だが、もっと年上らしい。
シロハネ・マシロ・シロシロ
妖精の男の子の3人兄弟。シロハネが長男・マシロが次男・シロシロが三男。3人とも服も羽も白い。クッキー作りが得意。

## シリーズ

### ふしぎなパイづくり
モモには宝物があった。ひいおばあちゃんから受け継がれたレモン色の石のペンダントである。8歳の誕生日の日、モモがそのペンダントをかけてみると、妖精の世界にトリップした。はじめは人間界に戻りたがっていたモモだったが、出迎えに来てくれたウスアオイに妖精の姿に変えてもらい、サフランおばさんの家へと向かう。サフランおばさんは、かつてモモのひいおばあさんが助けた妖精で、そのお礼に妖精の世界の「月と星のおまつり」にひ孫のモモが招待されたのだ。サフランおばさんのアップルパイ作りを手伝うことになったモモだが、モモの不注意からサフランおばさんをケガさせてしまい、モモは1人でパイ作りをすることになる。毒リンゴを取り除き、粉を増やし、ミルクからバターを作り、パイ作りをしているモモを、途中からグレイが手伝う。アップルパイは無事に出来上がり、月と星のおまつりが行われる。そこでモモは妖精たちから「見習い妖精」として認められ、人間の世界と妖精の世界を行き来できるようになった。

### いのちの泉
せっかくの夏休みだというのに、ママもパパも忙しくて、モモをどこにも連れて行ってくれない。そこで、モモは妖精の世界に遊びに行くことにした。ところが、妖精の世界に着いてみると、友達のウスアオイが疲れている。ウスアオイからピンクの雲を食べると元気が出ると聞いたモモは、ピンクの雲をちぎってウスアオイに食べさせるが、ウスアオイは倒れてしまう。サフランおばさんの薬でもウスアオイは元気にならない。ウスアオイを助けるには、フェアリー森の外にあるいのちの泉の水を飲ませる以外に方法がない。いのちの泉に行くのはとても危険だが、ウスアオイにピンクのくもを食べさせてしまったことに責任を感じたモモは、いのちの泉に行く決心をする。グレイもモモと一緒に来て、なんとかいのちの泉の水を持って帰り、それを飲んだウスアオイは元気になった。

### 七色の雨
学校の帰り道、モモはサフランおばさんそっくりの人からキレイなバラをもらう。そのバラを妖精のみんなに見せてあげようと、モモは再び妖精の世界へ行く。ウスアオイは「いいときにきてくれたわ」と喜ぶ。サフランおばさんが七色の雨を降らせる修行が終わったのを祝うパーティーがあったのだ。サフランおばさんにバラをプレゼントしようというモモだが、ウスアオイの様子が少し変だ。いろいろとありながらもパーティーは無事に終わったが、一夜明けてみると恐ろしいことが起こっていた。バラが巨大化し、妖精の世界を破壊していたのだ。妖精の世界の植物は枯れ、妖精たちは気を失ってしまった。モモ1人でバラと戦い、何とか勝利をおさめた。そこに、ウスアオイがやってきて、七色の雨で元気になったと告げる。そこで、モモはサフランおばさんに頼んで、七色の雨を降らせてもらう。すると、妖精も、妖精の世界の植物も生き返った。

### 魔王のクッキー
学校からの帰り道、モモはクッキー屋さんを見つける。そこでモモは試食用のクッキーをもらったが、落として粉々にしてしまった。家に帰ったモモは妖精の世界へ行くが、そこで、シロハネたちが人間の男に拉致されたことを聞く。そのとき出されたクッキーを見て、モモは驚く。そのクッキーはシロハネたちが焼いたクッキーのようだが、モモが帰り道に見つけたクッキー屋さんのクッキーとそっくりだった。シロハネたちを拉致したのがあのクッキー屋だと気づいたモモは、シロハネたちを助けに行こうとする。しかし、魔王に捕まり、妖精の世界に連れてこられてしまう。しかし、そこにウスアオイとグレイも現れ、3人で協力して魔王を倒した。そして、シロハネたちも無事に妖精の世界に戻ってくることができた。

## 用語
カミツキ花
妖精の世界の花。紫色でかみつく。かみつかれても痛くはないが、ベトベトして気持ちが悪い。
毒リンゴ
見た目は普通のリンゴと変わらないが、くすぐると笑ってしなびてしまう。
五つ葉のクローバー
葉っぱが5枚のクローバー。摘んだとたんにスミレ色の煙が上がり、摘んだ人の分身が5人現れる。
ミラクルの木の実
チョコレートみたいに甘くて香ばしい。食べるとおなかがいっぱいになり、寒さを感じなくなる。
妖精ソーダ
レンゲの蜜と、月のしずくと、つりがね草の夜露で作る妖精界の飲み物。レンゲ色で、ほんなりあまくて、すっきりしていて、後味もさわやか。
人差し指の力
妖精の持つ力。人差し指から金色の光を出して願いをかなえる。
月と星のおまつり
100年に1回開かれるお祭り。ライトアップという妖精が100年で月と星の光を集める力を身につけたことにちなみ、100年に1回に決まった。人間が妖精界に来られるのはこのお祭りのときだけだが、モモは見習い妖精として認められたため、以後も妖精界に出入りすることができるようになった。
妖精の涙
妖精の涙は植物を枯らしてしまうので、妖精は泣いてはいけない。しかし、カミツキ花などに襲われたときには、涙で撃退するという方法は有効。